# Secretly, Greatly
Secretly, Greatly (Hangul: 은밀하게 위대하게; RR: Eunmilhage Widaehage) es una película de acción y comedia surcoreana de 2013, protagonizada por Kim Soo-hyun, Park Ki-woong, y Lee Hyun-woo interpretando a tres espías norcoreanos infiltrados en Corea del Sur como un idiota de pueblo, un músico rock y un estudiante de instituto, respectivamente. Asimilándose a la vida de un pequeño barrio mientras esperan órdenes, hasta que un día, debido a un cambio de poder repentino en el norte, su misión resulta ser una orden de suicidarse.
La película está basada en el webtoon de 2010 Covertness por Hun, que ha recibido más de 40 millones de vistas en su página. Tras su lanzamiento, el 5 de junio de 2013, la película rompió varios récords de taquilla en Corea del Sur: la más alta del día de la apertura en películas nacionales, la mayoría de entradas vendidas en un día para películas nacionales, el mayor fin de semana de apertura, la película más taquillera basada en un webtoon y la más rápida en alcanzar las marcas de un, dos, tres y cuatro millones de audiencia. Los expertos en películas atribuyen su éxito a un gran porcentaje de público adolescente.

## Sinopsis
Un grupo de espías llamado Cuerpo 5446 fueron entrenados por Corea del Norte como fuerzas especiales élite  desde su juventud con el noble objetivo de la unificación de Corea. Son ambiciosamente enviados a Corea del Sur, donde cada uno se disfraza como un tonto, un aspirante a cantante, y un estudiante de escuela secundaria. Pasan el tiempo sin recibir órdenes desde el Norte y poco a poco se acostumbran a la vida ordinaria y los vecinos de un pequeño pueblo, hasta que un día, su vida cotidiana se vuelve del revés al recibir una "secreta y gran" misión. Debido a los acontecimientos de la Segunda Batalla de Yeonpyeong, Corea del Sur demanda los nombres, la ubicación y el rango de 30 espías norcoreanos activos en Corea del Sur, prometiendo ayuda financiera al Norte con una condición a Pyongyang. Para evitar que los espías élites caigan en manos del enemigo, el gobierno norcoreano da órdenes a decenas de espías activos de suicidarse. Mientras tanto, el instructor del ejército norcoreano Kim Tae-won cruza la frontera para eliminar a aquellos que se niegan a seguir las órdenes.

## Reparto

### Principal
- Kim Soo-hyun - el lugarteniente Won Ryu-wan / Bang Dong-gu

Agente élite norcoreano quien venció a otros 20,000 competidores, es fluido en cinco lenguas y tiene una extraña capacidad de leer a las personas. Disfrazado como idiota de pueblo.
- Park Ki-woong - Rhee Hae-rang / Kim Min-su

Hijo de un alto oficial norcoreano, Rhee Moo-Hyuk, y como agente es casi tan bueno como Ryu-hwan. Disfrazado como cantante.
- Lee Hyun-woo - Rhee Hae-jin
  - Sung Yu-bin - Hae-jin (de joven)

El agente secreto más joven en la historia norcoreana. Disfrazado como estudiante de instituto.

### De apoyo
- Son Hyun-joo - Coronel Kim Tae-won.[24]
- Park Hye-sook - Jeon Soon-im.[25]
- Kim Sung-kyun - Seo Soo-hyuk, jefe del NIS.
- Ko Chang-seok - 2.º Lugarteniente Seo Sang-gu / Profesor Seo Young-guk.
- Jang Gwang - Go Hwi-sun, anciano Go.[25]
- Shin Jung-geun - Señor Park, el barbero.[26][25]
- Hong Kyung-En - Jo Doo-seok, hijo de Soon-im.[25]
- Lee Chae-young - Heo Jeom-ran, apodada "Ran"[27]
- Park Eun-bin- Yoon Yoo-ran.[25]
- Choi Woo-shik - Yoon Yoo-joo, hermano menor de Yoo-ran.
- Joo Hyun - Rhee Moo-hyuk, fundador del Cuerpo 5446 y padre de Hae-rang.
- Goo Seung-hyun - Hwang Chi-woong.
- Jo Yong-jin - Hwang Se-woong.
- Lee Yeon-kyung - madre de Chi-woong y Se-woong.
- Kim Young-jin - Kim Hee-kwan, anterior líder del MPAF.
- Uhm Tae-goo - Hwang Jae-oh .
- Moon Won-ju - Choi Wan-woo.
- Kim Bup-rae - Director de la Agencia Nacional de Inteligencia (NIS).
- Lee Min - jefe de departamento.
- Yoon Won-seok - Deong-chi.
- Park Jeong-gi
- Go In-beom - Choi Jin-tak, jefe del NIS.
- Lee Bo-hyeon - agente del NIS.
- Yook Se-jin - agente del NIS.
- Kang Eun-tak - agente del NIS.
- Park Jang-shik - agente del NIS.
- Won Hyeon-jun - agente del NIS.
- Heo Seok - agente del NIS.
- Son Jun-young - Ryu-hwan Hong.
- Tae-ui - Hae-rang.
- Seong Yu-bin - Hae-jin.
- Kim Do-gyun - juez de audición Park Hwi-sun.

## Recepción
Con 498,282 de entradas vendidas en el día de su lanzamiento, Secretly, Greatly registró el mayor día de apertura de todos los tiempos (para películas nacionales) en Corea del Sur, superando el récord anteriormente en manos de The Host, que obtuvo cerca de 450.000 entradas vendidas en 2006. Dentro de las 36 horas después de su estreno, la película atrajo a 1,011,025 espectadores, convirtiéndose en la más rápida en llegar a la marca del millón en audiencia. En su segundo día, registró la mayor admisión total para un solo día (para las películas nacionales) con 919,035 espectadores. 72 horas después de su lanzamiento, el número de boletos vendidos para Secretly, Greatly sobrepasó los 2 millones, siendo la película más rápida en hacerlo. En su quinto día de la liberación, el total de las ventas de entradas alcanzó los 3 millones de entradas, el mejor récord de todos los tiempos. La película registró el mayor fin de semana de estreno, con un total de 3,491,294 espectadores, superando a Transformers: el lado Oscuro de la Luna que debutó con 3,356,316 de espectadores en 2011. También se convirtió en la más taquillera basada en un webtoon, superando a la película del 2010 Moss con 3,408,144 entradas vendidas.
En su octavo día de estreno, la película se convirtió en la más rápida en obtener la marca de los 4 millones en audiencia, empatando con The Host, Transformers: el lado Oscuro de la Luna, The Thieves, y Iron Man 3. Para el día doce, alcanzó los 5 millones de espectadores. En diecinueve días, se convirtió en la cuarta película más taquillera de 2013, detrás de Miracle in Cell No. 7  (12.32 millones), Iron Man 3 (8.99 millones), y The Berlin File (7.16 millones), cosechando más de 6.96 millones en audiencia.

## Premios y nominaciones
| Año  | Premio                                            | Categoría                          | Nominado          | Resultado | Ref. |
| ---- | ------------------------------------------------- | ---------------------------------- | ----------------- | --------- | ---- |
| 2013 | 7th Mnet 20's Choice Awards                       | 20's Movie Star – Male             | Kim Soo-hyun      | Nominado  |      |
| 2013 | 17th Puchon International Fantastic Film Festival | Men's Fantasia Award               | Kim Soo-hyun      | Ganador   |      |
| 2013 | 17th Puchon International Fantastic Film Festival | NH Nonghyup Citizen's Choice Award | Secretly, Greatly | Ganador   |      |
| 2013 | 50th Grand Bell Awards                            | mejor actor nuevo                  | Kim Soo-hyun      | Ganador   |      |
| 2013 | 22nd Buil Film Awards                             | mejor actriz de reparto            | Park Hye-sook     | Nominado  |      |
| 2013 | 22nd Buil Film Awards                             | mejor actor nuevo                  | Lee Hyun-woo      | Nominado  |      |
| 2013 | 34th Blue Dragon Film Awards                      | mejor actor nuevo                  | Lee Hyun-woo      | Nominado  |      |
| 2013 | 33rd Korean Association of Film Critics Awards    | mejor actor nuevo                  | Kim Soo-hyun      | Nominado  |      |
| 2014 | 50th Baeksang Arts Awards                         | mejor actor nuevo (cine)           | Kim Soo-hyun      | Ganador   |      |
| 2014 | 50th Baeksang Arts Awards                         | actor más popular (cine)           | Kim Soo-hyun      | Ganador   |      |
| 2014 | 16th Seoul International Youth Film Festival      | mejor actor joven                  | Lee Hyun-woo      | Nominado  |      |